# Bolivaritettix longitarsus
Bolivaritettix longitarsus är en insektsart som beskrevs av Liang, Youqing Chen, Lan-yin Chen och Qiao Li 2008. Bolivaritettix longitarsus ingår i släktet Bolivaritettix och familjen torngräshoppor. Inga underarter finns listade i Catalogue of Life.